# Carl Christoph Gottlob von Knobelsdorff
Carl Christoph Gottlob von Knobelsdorff (geb. 1767 in Schlesien; gest. 13. Februar 1845) war ein preußischer Landrat und Gutsbesitzer.

## Leben und Herkunft

Wappen derer von Knobelsdorff

Carl Christoph Gottlob von Knobelsdorff war Angehöriger des Uradelsgeschlechts Knobelsdorff. Er war ein Sohn des Caspar Gottlob von Knobelsdorff (1737–1804), Kreisdeputierter, Marschkommissar und Erbherr auf Zeisdorf, sowie Schloin und Buchelsdorf im Kreis Grünberg und dessen erster Ehefrau Henriette Sophie († 1782), geb. von Eckartsberg aus dem Hause Zauche. Von 1783 bis 1786 besuchte er zunächst die Ritterakademie in Liegnitz, bevor er sich am 10. Oktober 1788 an der Universität Halle für ein Studium der Rechte immatrikulierte. Nach Ende des Studiums nahm er eine Tätigkeit als Referendar bei der Kriegs- und Domänenkammer in Küstrin auf. Im Mai 1795 wurde er zum neuen Landrat des Königsberger Kreises gewählt. Er wurde damit Nachfolger von Friedrich Franz von Mühlheim, der neuer Kammerpräsident der kurmärkischen Kriegs- und Domänenkammer geworden war. Nachdem von Knobelsdorff am 20. Juni 1795 das Große Examen abgelegt hatte, wurde er am 24. Juni als neuer Landrat des Kreises Königsberg bestätigt. Das Amt als Landrat übte er bis zu dem von ihm gewünschten Abschied am 5. August 1798 aus, Amtsnachfolger wurde Carl Ludwig Alexander von Zinnow.

## Persönliches

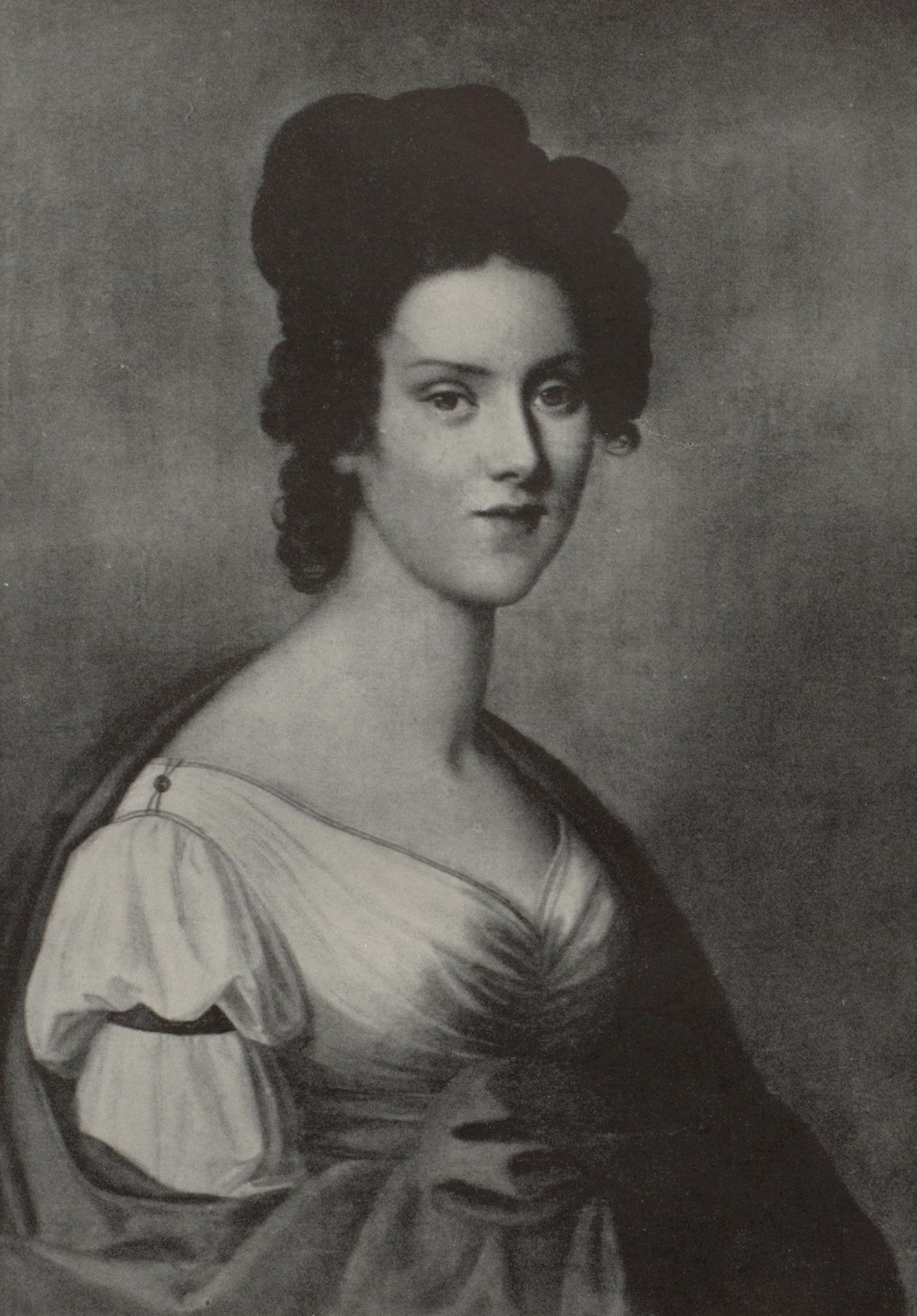
Ida von Lüttichau, geb. von Knobelsdorff

Carl Christoph Gottlob von Knobelsdorff saß während seiner Amtszeit als Landrat auf Ringenwalde, danach auf Sellin. Weitere Güter von ihm waren Kletzke, Gottberg und Klemzow. Er war seit Dezember 1796 mit Henriette (1765–1838), der Witwe des Kammerpräsidenten Friedrich Franz von Mühlheim, geb. von Reppert, verheiratet. Ihre gemeinsame Tochter Ida von Knobelsdorff (1798–1856) heiratete am 12. August 1818 den Generalintendanten des Dresdener Hoftheaters Wolf Adolf August von Lüttichau.